# Сања Крсмановић Тасић
Сања Крсмановић Тасић (Карачи, 9. октобар 1963) српска је уметница, кореографкиња, редитељка, глумица, плесна и драмска педагошкиња.

## Детињство, породица и образовање
Рођена је 9. октобра 1963. године у Карачију (Пакистан), где је провела, са породицом, прве четири године живота. Отац Вукашин Крсмановић је био дипломата, одрастао на Звездари, а мајка Марица Крсмановић је била библиотекар. Од 1967. године похађала је балетски студио у Центру за културу Стари Град, код Јелена Катић. Први разред завршава у ОШ „Вук Караџић” у Београду, да би школовање наставила у Интернационалној школи у Њу Делхију (Индија). У Индији наступа у позоришним представама и учи класичне индијске плесове. По повратку у Београд похађа балетски студио Мире Сањине, Међународну летњу плесну школу у Ровињу.
Дипломирала је на Филолошком факултету у Београду и на Факултету физичке културе у Новом Саду, одсек за модеран и џез балет, у класи професорке Љиљане Мишић са Академије уметности у Новом Саду.
Удата је за Николу Тасића са којим има двоје деце, ћерку Анастасију (1988), академску сликарку, и сина Сибина (1990) економисту.

## Рад у плесној уметности
- Од 1982. године активна на културној сцени у областима уметничке игре, позоришта, перформанса и плесне и драмске педагогије.
- Са 18 година члан оснивач са Ксенијом Вулетић плесне групе „Театар звук и тело”.
- 1982-1991. била је члан и солиста Београдског савременог балета Смиљане Мандукић.
- 1984-1992. била је члан од оснивања Театра покрета MIMART.
- 1992-1994. била је део „Белграде Данс Театра”.
- Као кореографкиња, и корежисерка учествује у стварању представа као што су „Крива за Гауса”, заједно са Борисом Чакшираном, прве инклузивне плесне представе играча са и без инвалидитета и представа „Позајмљена сећања” пројекта НЕТМЕМ.
- (1995-2005. Ко-оснивачица, плесни педагог и кореограф Центра за уметничку игру и Центра за покрет и плес у периоду од 1989 до 1995.
- Ауторка је плесних критика и на позив Удружења балетских уметника, у жирију за Парлићеву награду 2015/16 и 2017/18, и као председница жирија 2018/20.
- Ауторка је пројекта и манифестације „Дани Смиљане Мандукић” чији је основни циљ подсећање на живот и дело Смиљане Мандукић, на њену улогу и значај у етаблирању савремене игре код нас. Пројекат је намењен откривању и вредновању континуитета у домаћим ресурсима савремене извођачке уметности, посебно у домену савремене игре.
- Пројекат је до сада остварен 2017, 2018, 2019 и 2020. године.

## Рад у драмској уметности
- Од 1993 до 2014. део уметничког и организационог језгра ДАХ Театра, позоришне трупе и Центра за позоришна истраживања, у чијем је оснивању учествовала, где је била активна као глумица и директорка програма.
- Ауторка, ко-ауторка, продуценткиња или део тима многобројних друштвено ангажованих пројеката Центра (АКАBА СЕМ АМЕН/Ово смо ми, Игром Против Насиља 1,2 и 3, НЕ/ВИДЉИВИ ГРАД и др.).
- Води плесне и позоришне радионице и мастер класове у нашој земљи и широм света.
- Ауторка је више чланака и есеја објављених у земљи и свету и члан редакције ЛУДУС-а. Од 1995. члан УДУС-а-Удружења драмских уметника Србије, а од 2014. године чланица Асоцијације НКСС.
- 2014. оснива Хлеб Театар, позоришну трупу, у коме развија своју нову позоришну форму „есеја у покрету”.[1]
- 2016. године са колегама из Хлеб Театра оснива удружење Уметничку Утопију, као правно лице уметника ове трупе.
- 2019 и 2020. године селекторка ИНФАНТ -а (Интернационални фестивал алтернативног и новог театра), Нови Сад

Концепт „Есеј у покрету” је нови сценски израз, који је створила 2011. са првим ауторским пројектом „Приче хлеба и крви”. На сцени се кроз уметничке акције приповедају истинити догађаји и појаве уз критичко промишљање њиховог настанка и последица. Есеј се увек приказује кроз призму личне историје стављене у контекст друштвених догађаја које су на њу директно утицали. Покрет, игра, кретање су основна форма уметничког изражавања ауторке, стога и есеј мора бити исписан покретом.
Као и сваки есеј и „есеј у покрету” садржи фусноте које се приказују на почетку, током или на крају есеја. Публика има прилику да бира редослед којим ће се фусноте разоткривати /приказивати у простору, кроз текст, видео рад, сцену, интервенцију у простору.

### Режија и драматургија представа
- "Мајке", режија и глума, (2020), Битеф театар

- "2100:Скаска о Аски", режија, (2019), Позориште ПАТОС, Културни центар Смедерево

- "Вртење", представа-предавање, (2019), Битеф театар

- "Иверје", плесна представа, потписује режију и кореографију (2019), Битеф театар

- "Тело памти", кореодрама, потписује режију и кореографију, (2018), Битеф театар

- "Речи од камена" мјузикл о вршњачком насиљу, (2018), Позориште лутака "Пиокио" и Хлеб Театар, вечерња сцена
- "Смиљана Мандукић-есеј у покрету" (2017), Народно позориште, сцена Раша Плаовић
- „Дочек” концерт представа (2015),[2]
- „О с(а)вести“ - Есеј у покрету о Дади Вујасиновић“ (2014),[3][4]
- „Сестре по оружју“ - Позоришни есеј о Првом светском рату, као прва новозеландско-српска копродукција, (2014)[5]
- „Приче хлеба и крви“ (2012) - „Есеј у покрету” о славним прецима (Представа која говори о прабаби Софији Јовановић), светска премијера у Кардифу, (2011),
- „Вријеме заборава“ (2010) Премијера одржана у Сарајеву, са гостовањима у Београду, Мостару, Приједору, Риму, Тренту (Италија),
- „Испраћај“ (2010),
- „2 бабе 4 мачке и тротинет“ представа за децу, ко-режија са Мајом Митић( 2008),
- „22 у 3” представа за младе, ко-режија са Мајом Митић(2003),
- „Унутрашњи простори“ (2001),
- „Тело које, глас који плеше“, демонстрација рада (2001).

### Глумица у представама ДАХ Театра
- „Присуство одсуства“ (2013),
- „Не/Видљиви град” (урађен у десет верзија од 2005 до 2013),
- „Нежно, нежно, нежније” (2011),
- „Код Настасијевића” (2010),
- „Прелазећи линију” (2009),
- „Тражење града” (2007),
- „Водич кроз алтернативну историју Београда” (2006),
- „Прича о чају” (2006),
- „Алиса и Кафка су мртви/Живели Розенбергови” (2005),
- „Плес са тамом” - соло представа (2002),
- „Документи времена”(1999),
- „Мапе забрањеног памћења” (2001),
- „Путници” (1999),
- „Анђели у градовима” (1998),
- „Случај Хелен Келер” (улога Хелен Келер)(1998),
- „Сећање анђела” (1996),
- „Легенда о крају света” (1995),
- „Зенит” (1994).

### Глумица у међународним пројектима
- „Еп о Гилгамешу”, Шведска (1996),
- „Када су кћери виделе анђеле”, САД (2000),
- „“ (2004),
- „Моћ памћења“ (2013.)

### Гостовања на Фестивалима
Поред гостовања на многим фестивалима у земљи и свету, од Новог Зеланда, Европе и америчког континента, Сања од 1982. ради и као педагог уметничке игре и драме, држећи радионице и мастер класове по земљи, региону и свету.
Представе игра, поред матерњег и на енглеском и шпанском језику.

## Рад у драмској едукацији
Као представница ЦЕДЕУМ-а (Центра за драму у едукацији и уметности), удружења чија је председница од 2014, активна је у мрежама ИДЕА Европа, где је члан координационог комитета. Од 2010. године изабрана је за рад у комитетима и Управном одбору асоцијације ИДЕА, између осталог као председница скупштине међународне организације ИДЕА (IDEA Internatiоnal Drama in Education Association). Чланица је Програмског одбора и радила као извршни продуцент БИТЕФ Полифоније (2015 и 2016. године), пратећег програма БИТЕФ-а.
2020. годинену децембру изабрана за председницу извршног одбора асоцијације IDEA.
Оснивачица је и уметничка директорка MATER TERRA позоришног фестивала деце и младих из области екологије и екологије душе, од 2014 године до данас.

## Награде
- Признање „Бранислав Б. Чубриловић”, јул 2014. за „О с(а)вести“, која се додељује аутору са најхрабријим и најиновативнијим приступом уметности, са образложењем награде да Сања Крсмановић Тасић је храбрим истраживачким приступом кроз изузетно снажно мултимедијално уметничко дело проговорила о проблематичној и трауматичној друштвеној теми политичког убиства, подстичући тиме гледаоце да сами потраже одговор на питање - шта је слобода.
- Златна маска (ГРАНД ПРИX Фестивала) АРТ ТРЕМА Фестивала у Руми за 2015. годину. Представа „О с(а)вести“ је на овом Фестивалу добила и награду за најбољу музику и тотал дизајн.
- „Сестре по оружју” је ушла у ужи избор за Грундтвиг награду, као пример најуспелијег едукативно-уметничког пројекта о Првом светском рату.